# Ophisma renalis
Ophisma renalis är en fjärilsart som beskrevs av Embrik Strand 1914. Ophisma renalis ingår i släktet Ophisma och familjen nattflyn. Inga underarter finns listade i Catalogue of Life.